# Oroszlányi járás
Az Oroszlányi járás Komárom-Esztergom vármegyéhez tartozó járás Magyarországon, amely 2013-ban jött létre. Székhelye Oroszlány. Területe 199,39 km², népessége 25 973 fő, népsűrűsége pedig 130 fő/km² volt 2013. elején. 2013. július 15-én egy város (Oroszlány) és öt község tartozott hozzá.
Az 1954-ben várossá nyilvánított Oroszlány a járások 1983. évi megszüntetése előtt soha nem volt járási székhely. Némiképp a mai járás előzményének tekinthető azonban, hogy a város a Tatai járás 1974 végi megszüntetésétől 1990-ig városkörnyék-központi szerepkört töltött be, 1990-2012 között pedig kistérségi székhely is volt.

## Települései
| Település | Rang (2013. július 15.) | Közös hivatal | Kistérség (2013. január 1.) | Népesség (2013. január 1.) | Terület (km²) |
| --------- | ----------------------- | ------------- | --------------------------- | -------------------------- | ------------- |
| Oroszlány | járásszékhely város     |               | Oroszlányi                  | 18 326                     | 75,86         |
| Bokod     | község                  | Bokod         | Oroszlányi                  | 2 046                      | 29,93         |
| Dad       | község                  | Bokod         | Oroszlányi                  | 1 008                      | 23,75         |
| Kecskéd   | község                  |               | Oroszlányi                  | 1 996                      | 11,08         |
| Kömlőd    | község                  | Szákszend     | Oroszlányi                  | 1 111                      | 22,84         |
| Szákszend | község                  | Szákszend     | Oroszlányi                  | 1 486                      | 35,93         |